# Maa on syntinen laulu
Maa on syntinen laulu é um filme de drama finlandês de 1973 dirigido e escrito por Rauni Mollberg. Foi selecionado como representante da Finlândia à edição do Oscar 1974, organizada pela Academia de Artes e Ciências Cinematográficas.

## Elenco
- Maritta Viitamäki - Martta Mäkelä
- Pauli Jauhojärvi - Juhani Mäkelä
- Aimo Saukko - Mäkelä
- Milja Hiltunen - Alli Mäkelä
- Sirkka Saarnio - Elina Pouta
- Niiles-Jouni Aikio - Oula
- Veikko Kotavuopio - Kurki-Pertti
- Jouko Hiltunen - Hannes